# Shinobu Asagoe
Shinobu Asagoe (浅越しのぶ?, Asagoe Shinobu; Hirakata, 28 giugno 1976) è un'ex tennista giapponese.

## Biografia
Figlia di Shuichi, un uomo d'affari, e Chieko, una casalinga, ha un fratello di nome di Kazuhiko. Diventò professionista piuttosto tardi, all'età di 21 anni. Ha sempre ammirato Kimiko Date, che ha studiato nel suo stesso liceo.
La sua partecipazione al DFS Classic vide una finale persa in singolo nel 2003 contro Magdalena Maleeva mentre nel doppio vinse nel 2002 in coppia con Els Callens contro Kimberly Po-Messerli e Nathalie Tauziat con il punteggio di 6-4, 6-3.
Nel 2004 giunse ai quarti di finale all'US Open 2004 - Singolare femminile perdendo contro Lindsay Davenport, mentre l'anno successivo all'US Open 2005 - Singolare femminile non superò il terzo turno. Nel ranking raggiunse la 21ª posizione il 18 aprile del 2005.
Nel 2006, anno del suo ritiro, arrivò in finale all'Abierto Mexicano Telcel 2006 - Doppio femminile dove venne sconfitta con Émilie Loit da Anna-Lena Grönefeld e Meghann Shaughnessy.

## Statistiche

### Risultati in progressione
| Sigla | Risultato               |
| ----- | ----------------------- |
| V     | Vincitore               |
| F     | Finalista               |
| SF    | Semifinalista           |
| O     | Oro olimpico            |
| A     | Argento olimpico        |
| SF    | Bronzo olimpico         |
| QF    | Quarti di Finale        |
| 4T    | Quarto turno            |
| 3T    | Terzo turno             |
| 2T    | Secondo turno           |
| 1T    | Primo turno             |
| RR    | Round Robin             |
| LQ    | Turno di qualificazione |
| A     | Assente                 |
| ND    | Non disputato           |

| Legenda superfici    |
| -------------------- |
| Cemento              |
| Terra battuta        |
| Erba                 |
| Superficie variabile |

#### Singolare nei tornei del Grande Slam
| Torneo          | 1998 | 1999 | 2000 | 2001 | 2002 | 2003 | 2004 | 2005 | 2006 |
| --------------- | ---- | ---- | ---- | ---- | ---- | ---- | ---- | ---- | ---- |
| Australian Open | A    | A    | A    | 1T   | 1T   | 1T   | 1T   | 2T   | 2T   |
| Open di Francia | A    | A    | A    | 1T   | 2T   | 1T   | 4T   | 2T   | 1T   |
| Wimbledon       | A    | A    | 2T   | 1T   | A    | 4T   | 1T   | 1T   | 2T   |
| US Open         | A    | A    | 3T   | 1T   | 1T   | 3T   | QF   | 3T   | 1T   |

#### Doppio nei tornei del Grande Slam
| Torneo          | 1998 | 1999 | 2000 | 2001 | 2002 | 2003 | 2004 | 2005 | 2006 |
| --------------- | ---- | ---- | ---- | ---- | ---- | ---- | ---- | ---- | ---- |
| Australian Open | 2T   | A    | 1T   | 3T   | QF   | 2T   | 2T   | 3T   | SF   |
| Open di Francia | A    | A    | A    | 1T   | QF   | 2T   | 3T   | QF   | 1T   |
| Wimbledon       | A    | A    | 1T   | 1T   | 2T   | 3T   | 2T   | 3T   | 1T   |
| US Open         | A    | A    | A    | 1T   | 2T   | 2T   | 1T   | 3T   | 3T   |

#### Doppio misto nei tornei del Grande Slam
| Torneo          | 1998 | 1999 | 2000 | 2001 | 2002 | 2003 | 2004 | 2005 | 2006 |
| --------------- | ---- | ---- | ---- | ---- | ---- | ---- | ---- | ---- | ---- |
| Australian Open | A    | A    | A    | A    | A    | A    | 1T   | A    | A    |
| Open di Francia | A    | A    | A    | A    | A    | A    | A    | A    | A    |
| Wimbledon       | A    | A    | A    | A    | A    | 1T   | A    | A    | A    |
| US Open         | A    | A    | A    | A    | A    | A    | A    | A    | A    |

## Vittorie contro giocatrici Top 10
| Stagione | 2001 | 2002 | 2003 | 2004 | 2005 | Totale |
| Vittorie | 1    | 0    | 1    | 0    | 2    | 4      |

| #    | Giocatrice         | Ranking | Evento                                     | Superficie    | Turno | Punteggio        | Rank. SAR |
| ---- | ------------------ | ------- | ------------------------------------------ | ------------- | ----- | ---------------- | --------- |
| 2001 |                    |         |                                            |               |       |                  |           |
| 1.   | Amanda Coetzer     | 10      | Pan Pacific Open, Tokyo                    | Sintetico (i) | 2T    | 6-4, 5-7, 7-6(5) | 77        |
| 2003 |                    |         |                                            |               |       |                  |           |
| 2.   | Daniela Hantuchová | 9       | Torneo di Wimbledon, Londra                | Erba          | 2T    | 0-6, 6-4, 12-10  | 81        |
| 2005 |                    |         |                                            |               |       |                  |           |
| 3.   | Elena Dement'eva   | 7       | Pan Pacific Open, Tokyo                    | Sintetico (i) | QF    | 6-3, 6-4         | 32        |
| 4.   | Anastasija Myskina | 6       | Amelia Island Championships, Amelia Island | Terra verde   | 3T    | 7-6(5), 7-6(7)   | 26        |